# Village des Arts de Dakar
Das Village des Arts de Dakar (dt.: „Dorf der Künste von Dakar“) ist ein Ausstellungsgelände für Kunst und speziell Zeitgenössische Kunst in Dakar, der Hauptstadt Senegals. Es wurde am 23. April 1998 eröffnet.

## Geschichte

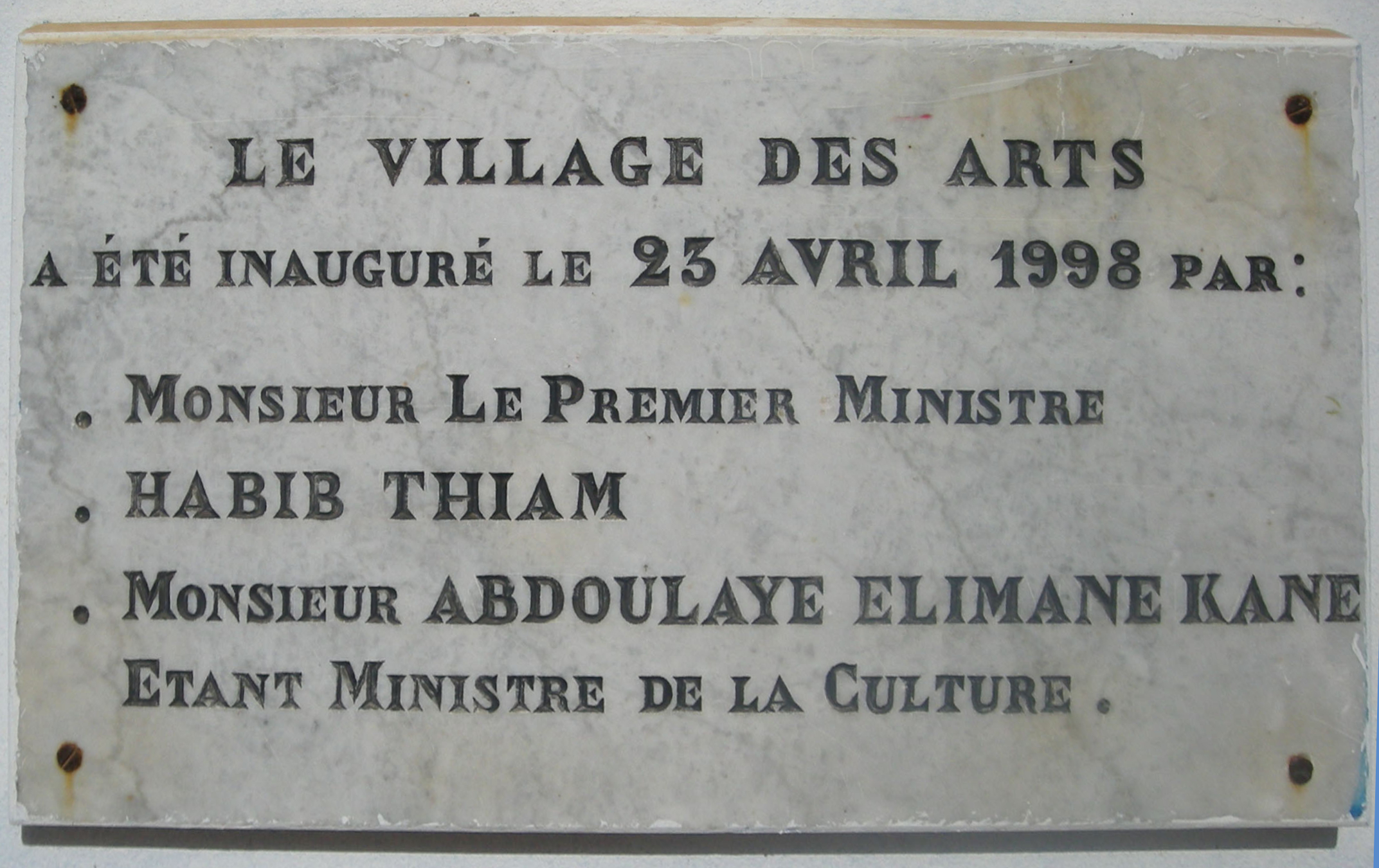
Gedenktafel zur Einweihung 1998.

Das erste Village des Arts war ursprünglich eine einfache Hausbesetzung, die 1977 von El Hadji Sy in Dakar in einem verlassenen Militärlager initiiert wurde. Ihm schlossen sich rasch fast acht Dutzend frischgebackene Absolventen und Professoren des nahegelegenen Nationalen Kunstinstituts Senegal an, die darin eine Chance sahen, ein eigenes Atelier zu gründen. Einige von ihnen zogen trotz fehlender Fließend-Wasser- und Elektrizitätsversorgung mit ihren Familien ein. Das „Dorf“ wird von der Gemeinde unter der Leitung eines „Dorfvorstehers“ verwaltet. Die als inoffiziell wahrgenommene Siedlung, die Maler, Designer, Fotografen und Bildhauer der zweiten postkolonialen Generation senegalesischer Künstler beherbergt, ist ein Ort der Forschung und des Experimentierens und symbolisiert eine Gegenkultur, die mit der offiziellen, staatlich subventionierten Cité des Arts bricht, welche die „École de Dakar“ repräsentiert. Die Siedlung beherbergt Konzerte und Ausstellungen, während sich Künstler und Besucher in den offenen Werkstätten über Kunst austauschen. Das „Village“ erlangte in der Geschichte der senegalesischen Kunst eine mythische Dimension.
Im Jahr 1983 ließ Abdou Diouf das Dorf jedoch dem Erdboden gleichmachen, mit der Begründung, Senegals Priorität liege auf der wirtschaftlichen Entwicklung. Er ließ es 1998 in seiner heutigen Form wieder aufbauen.

## Lage
Das Gelände liegt im Stadtbezirk Patte d’Oie an der Straße zum internationalen Flughafen Dakar-Léopold Sédar Senghor, zwischen dem Léopold Sédar Senghor-Stadion und der CICES-Brücke. Das Village des Arts entstand auf dem ehemaligen Lager chinesischer Arbeiter, die am Bau des Stadions beteiligt waren.

## Gelände

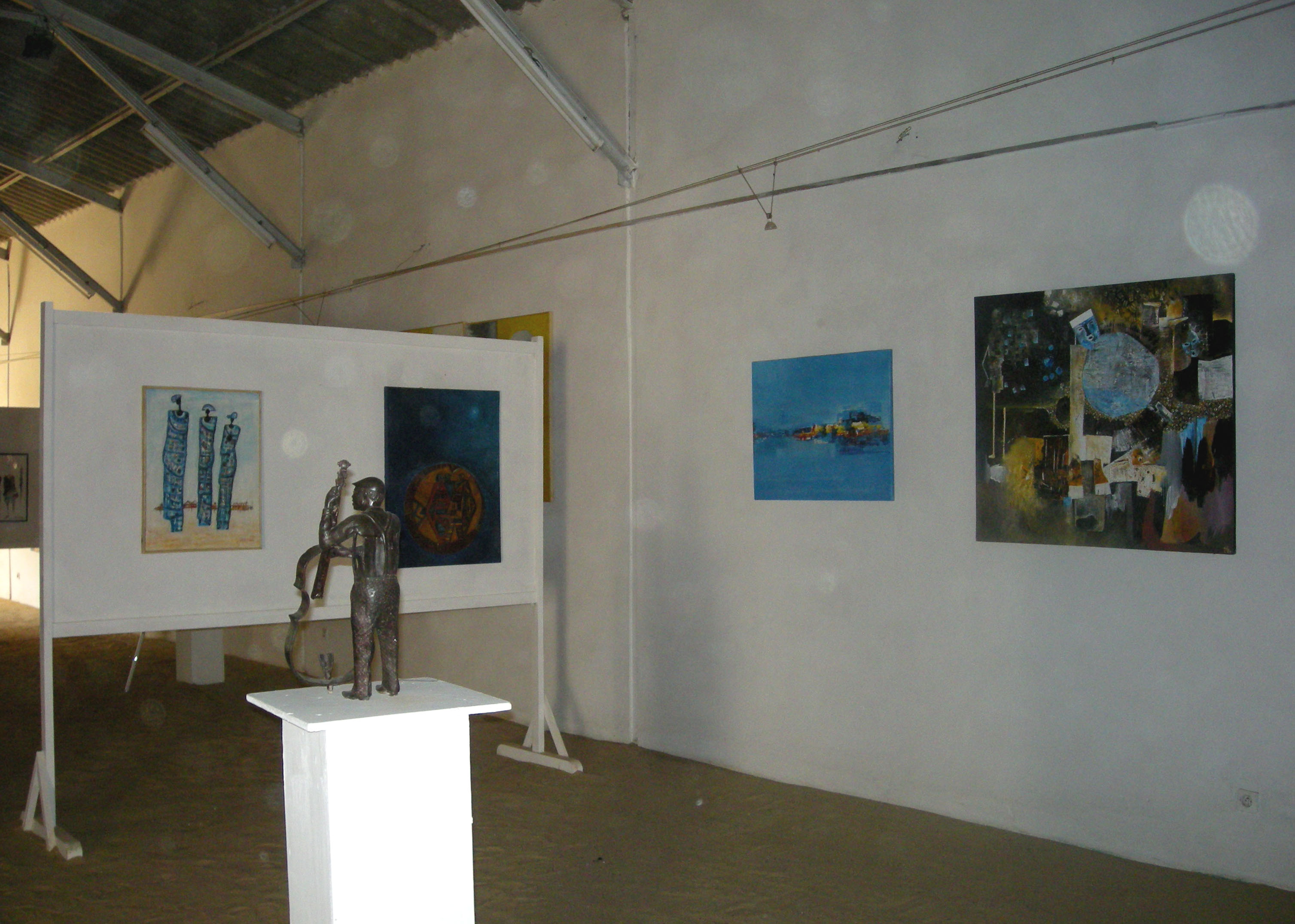
Temporäre Ausstellung.

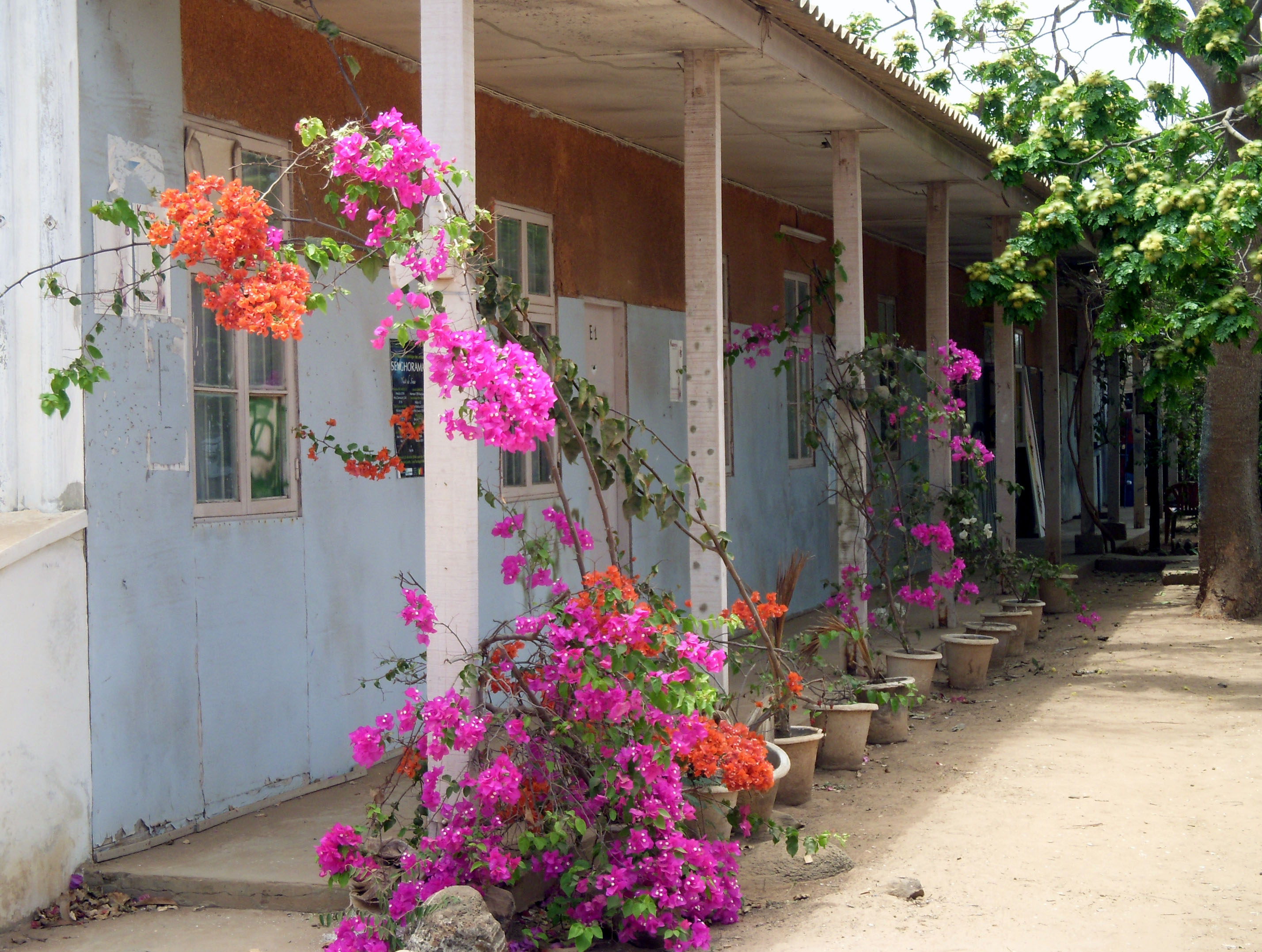
Künstlerateliers.

Das Village des Arts umfasst 52 Werkstätten. Alle Disziplinen der bildenden Künste sind vertreten (Malerei, Bildhauerei, Keramik, Fotografie, Videotechnik, Installation usw.). Das Village verfügt über eine ca. 300 m² große Galerie, eine der besten in Dakar, in der das ganze Jahr über Ausstellungen stattfinden.
Das Village des Arts steht der Gemeinschaft der bildenden Künstler seit 1998 vom Staat Senegal zur Verfügung und wird gemeinsam vom Ministerium für Kultur und denkmalgeschütztes historisches Erbe (Ministère de la Culture et du Patrimoine Historique Classé) und dem Komitee der ansässigen Künstler (Comité des Artistes Résidents) verwaltet.

## Ausstellungsprogramm
Im Rahmen von Jahresprogrammen hat das Komitee der Künstler zahlreiche Workshops und Ausstellungen durchgeführt: 
- 1992–2006: Workshop amitié des couleurs LOSITO Sénégal – Autriche (Workshop Freundschaft der Farben LOSITO, Senegal–Österreich)[9]
- 2003: Workshop solidarité I et expo à la galerie nationale des arts de Dakar (Solidaritätsworkshop I und Ausstellung in der National Arts Gallery in Dakar)
- 2004: workshop solidarité II et expo à la galerie Léopold. S. SENGHOR (Solidaritätsworkshop II und Ausstellung in der Galerie Léopold S. SENGHOR)
- 2003–2004: workshop et expo HUMANIT ART avec le CICR à la galerie L.S.S du Village des Arts (HUMANIT ART-Workshop und Ausstellung mit dem Internationalen Komitees der Rotkreuz- und Rothalbmond-Bewegung in der LSS-Galerie im Village des Arts)
- 2003–2005: Mehrere Ausstellungen französischer Schulen in Dakar
- 2000–2006: Ausstellungen der Organisation «Arts sans frontière» aus Lüttich (Belgien)
- 2006: Teilnahme am Projekt Birdinwest
- 2007: Projekt mit Studenten des Collège Damel in Grand Yoff in Partnerschaft mit einer senegalesisch-amerikanischen NGO (SENECORPS) und der Internationalen Bewegung für den Frieden unter den Völkern (Mouvement International pour la Paix entre les Peuples MIPP)

## Bibliographie
- Joanna Grabski: Art World City: The Creative Economy of Artists and Urban Life in Dakar. Indiana University Press. 2017-06-06 google books ISBN 978-0-253-02622-4
- Viktoria Schmidt-Linsenhoff: The Court in Dakar. Political Aesthetics in the Post-Colony. In: Gabriele Genge, Angela Stercken: Art History and Fetishism Abroad: Global Shiftings in Media and Methods. 2014. google books ISBN 9783839424117